# Муханов, Сергей Николаевич
 Сергей Николаевич Муханов  (22 июня 1796 — 19 ноября 1858) — тайный советник, генерал-майор, московский обер-полицеймейстер, харьковский и орловский губернатор, первый председатель Харьковского благотворительного общества.

## Биография
Родился 22 июня 1796 года. Происходил из старинного дворянского рода, сын отставного бригадира, богородского предводителя дворянства Николая Ильича и Анны Сергеевны, урождённой Кологривовой. 28 марта 1814 года поступил на службу юнкером в резервные эскадроны кавалергардского полка.
22 января 1815 года Муханов был произведен в эст-юнкеры, а 18 декабря того же года получил первый офицерский чин. 2 декабря 1817 года произведен в поручики и 23 декабря назначен адъютантом к генерал-адъютанту Депрерадовичу. 26 июля 1818 года Муханов перемещен на должность старшего адъютанта 1-й Кирасирской дивизии. 9 ноября 1819 года произведен в штабс-ротмистры, а в 1822 году произведен в ротмистры.
В 1824 году назначен управлять канцелярией Депрерадовича. Эту должность он исправлял с 10 ноября по 15 марта 1826 года. 6 июня 1826 года Муханов был назначен адъютантом к шефу жандармов генерал-адъютанту Бенкендорфу. 31 мая 1827 года он был назначен исполняющим должность дежурного штаб-офицера корпуса жандармов.
Принимал участие в русско-турецкой войне. Осенью 1828 года он был произведен в полковники. С 26 мая 1829 года по 1 мая 1830 года Муханов состоял приставом при турецком посольстве и сопровождал его из Одессы в Петербург. 6 апреля 1830 года он был назначен исполняющим должность Московского обер-полицмейстера, с зачислением по кавалерии. 8 ноября того же года произведен в флигель-адъютанты.
24 сентября 1833 года Муханов был уволен по состоянию здоровья к статским делам, с производством в действительные статские советники. Только через 2 с половиной года он вступил в гражданскую службу и 10 февраля 1836 года он был назначен чиновником особых поручении министерства финансов, а 20 ноября того же года был перемещен на должность члена совета министра финансов.
Служба его в министерстве финансов продолжалась около 5 лет, после чего он перешел в министерство внутренних дел, 12 ноября 1840 года был назначен харьковским гражданским губернатором. 15 июня 1842 года Муханов был переименован в генерал-майоры и назначен военным губернатором Харькова и харьковским гражданским губернатором. 25 февраля 1849 года Муханов был назначен военным губернатором Орла и орловским гражданским губернатором.
1 сентября 1851 года он подал прошение об отставке и 3 декабря был уволен согласно прошению от службы по состоянию здоровья с производством в тайные советники с пенсией в 860 рублей. Скончался 19 ноября 1858 года. Погребен рядом с женой в Москве в Донском монастыре.

## Семья

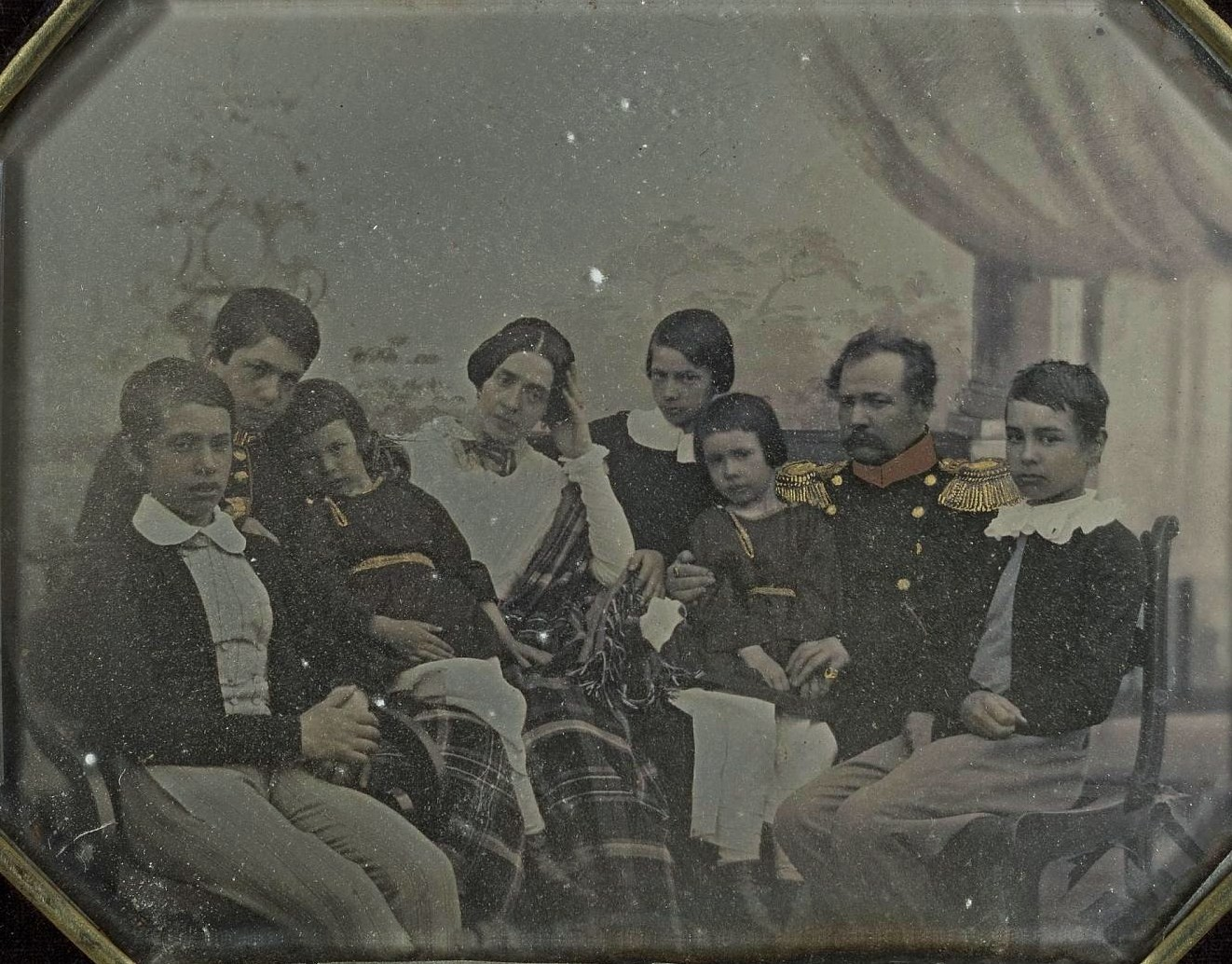
Семья Мухановых (1847)

Жена (с 30 апреля 1830 года) —  графиня Минодора Карловна Сиверс (1811—1878), фрейлина двора, дочь генерала Карла Карловича Сиверса от брака его с Еленой Ивановной Дуниной. Венчались в Петербурге в Казанском соборе, поручителем по жениху был Д. Г. Бибиков. В браке родились:
- Николай (1831—02.07.1862), женат на Марье Николаевне Рюминой, дочери Н. Г. Рюмина, брак бездетен, скончался в Бадене от чахотки;
- Алексей (28.07.1832—21.04.1863), камергер, женат на княжне Варваре Сергеевне Голицыной, дочери князя С. П. Голицына, которая во втором браке с 27.10.1867 года была за князем А. А. Ливеном (1839—1913). Их сын — депутат А. А. Муханов;
- Сергей (1834—1897), женат с 1863 года на Марии Федоровне Калержи, урождённой Нессельроде (1822—1874), второй брак с Валерией Ивановной де-Пиньян (ум. после 1917);
- Александр (29.10.1835[3]—1877), родился в Москве, крещен 12 ноября 1835 года в храме Успения Пресвятой Богородицы на Могильцах при восприемстве деда бригадира Н. И. Муханова и статс-дамы В. Д. Мухановой; женат на Матильде Карловне Миллер, урождённой Фелейзен (1828—1899);
- Павел (1840—1913), женат на княжне Екатерине Григорьевне Гагариной (1845—1920), дочери князя Г. Г. Гагарина;
- Елена (1841— ум. в детстве)
- Мануил (Эммануил) (1842—после 1902), гофмейстер двора. По отзывам современницы, он был очень умным и образованным человеком, убежденный атеист, хладнокровный и самовлюбленный, своим прекрасным, всегда неподвижным лицом он напоминал Мефистофеля. Великая княгиня Ольга Фёдоровна покровительствовала этому странному человеку с его ироничными речами, находя его интересным, однако остальные члены семьи не слишком к нему благоволили[4].
- Яков (1852—1900).

## Награды
- Орден Святого Владимира 4-й ст.
- Орден Святой Анны 2-й ст.
- Орден Святого Владимира и перстнем с вензелем Его Величества
- Орден Святого Владимира 3-й ст.
- Орден Святого Станислава 1-й ст.
- Орден Святого Георгия 4-кл за 25 лет службы.
- Орден Святой Анны 1-й ст.